# ACDSee
ACDSee — коммерческая (в прошлом — условно-бесплатная) программа для просмотра и управления коллекцией изображений, выпускаемая ACD Systems. Содержит многочисленные инструменты для обработки изображений, в том числе и пакетной. В последних версиях имеет два режима просмотра: быстрый, в котором доступны только инструменты поворота изображения и изменение масштаба, и полный, с загрузкой всех инструментов обработки.

## Описание
Программа умеет систематизировать фотографии, создавать слайд-шоу и презентации, а также имеет встроенный редактор и поддержку конвертирования файлов. Интерфейс программы работает в одной из 4-х вкладок: браузер файлов, просмотр изображений, редактор и инструмент для загрузки фотографий в интернет.

## Особенности
- Ускоренный поиск изображений при помощи Quick Search Bar.
- Быстрый просмотр Raw-изображений.
- Расширенная поддержка Raw-форматов цифровых камер[7] Nikon, Canon, Konica-Minolta, Olympus, Fuji и Pentax, включая популярные DSLR-модели: Nikon D3X, Nikon D7000, Canon EOS-1Ds Mark III, Canon EOS 600D,Pentax K-5 и Olympus E-5.
- Средства обработки Raw-форматов дают пользователю контроль над изображениями при помощи инструментов для коррекции баланса белого, различных дефектов, резкости и помех.
- Поддержка управления цветом для цветовых профилей ICC[7] и ICM.
- Возможность визуальной маркировки позволяет сортировать и выбирать нужные фотографии.
- Интегрированная поддержка Raw-формата DNG (Digital Negative Specification).
- Редактирование наборов из тысяч фотографий с одновременным использованием множества функций.
- Интегрированная поддержка IPTC для взаимодействия с Photoshop Captions.
- Водяные знаки на фотографиях с графикой или текстом для отражения авторских прав и прав собственности, а также возможность наложения на определённые фотографии бизнес-информации.
- Инструмент затенения/выделения позволяет сделать ярче только тёмные участки фотографии, затенить слишком яркие или сделать и то, и другое одновременно.
- Шаблоны HTML-альбомов для профессиональных пользователей. Их можно настроить, добавив контактную информацию, логотип компании, а также другую информацию, соответствующую бизнесу пользователя.
- Настраиваемый браузер, «горячие» клавиши и метаданные для персональных требований пользователей и упрощения технологического процесса.
- Возможности быстрого редактирования позволяют устранять различные искажения.
- Существует также версия Pro для Mac OS X.
- Пользователям, купившим лицензионную ACDSee Pro, предоставляется бесплатный доступ к online-хранилищу фотографий ACDSee online.

## Критика
Журнал Chip, в своем тесте 2010 года, выставил ACDSee Pro v3.0 оценку 8,14 баллов (хорошо), отметив из плюсов поддержку форматов XMP и DNG, а из минусов неудобную работу с файлами в пакетном режиме.